# Ipomoea sescossiana
Ipomoea sescossiana là một loài thực vật có hoa trong họ Bìm bìm. Loài này được Baill. mô tả khoa học đầu tiên năm 1883.